# Cairo !
Pour les articles homonymes, voir Cairo.
 (mai 2018).
Si vous disposez d'ouvrages ou d'articles de référence ou si vous connaissez des sites web de qualité traitant du thème abordé ici, merci de compléter l'article en donnant les références utiles à sa vérifiabilité et en les liant à la section « Notes et références ».
Cairo ! est le soixante-troisième album de la série Michel Vaillant, publié en 2000.

## Synopsis
Michel Vaillant et ses coéquipiers Steve Warson, Yves Douléac et Gabrielle Spangenberg débarquent à Dakar pour y disputer le célèbre rallye-raid du même nom. Pour cette édition, le parcours du Dakar part de la capitale sénégalaise pour traverser l'Afrique d'ouest en est afin d'arriver au pied des pyramides de Gizeh, près du Caire. La veille du départ, les pilotes Vaillante découvrent que l'écurie Texas Driver’s, ressuscitée grâce au sponsoring de la chaîne de télévision Texas News Network (TNN), participe au Dakar avec Bob Cramer, Dan Hawkins, Donald Payntor et Vince Hummer comme pilotes. Le rallye commence et rapidement, des incidents de course impliquant les pilotes Texas Driver’s sont signalés. Michel et Steve se rendent compte que les Texas Driver’s provoquent des accidents pour fournir des images spectaculaires à la chaîne TNN.

## Autour de l'album
- Cet album de Michel Vaillant propose une véritable immersion au sein de l'univers du Dakar, et particulièrement de l'édition 2000 du rallye. Le parcours, les incidents et faits de courses, et les palmarès du Dakar 2000 sont respectés.
- Bob Cramer court sous le pseudonyme de Michael Delaney, nom du pilote incarné par Steve McQueen dans le film Le Mans (1971).
- Donald Payntor et Dan Hawkins font leur retour dans Cairo !. Si le premier reste le pilote le plus modéré au sein des Texas Driver’s, le second a retrouvé son visage d'antan (complètement défiguré à la suite de son accident à Indianapolis comme on peut le voir dans l'album K.O. pour Steve Warson) et il n'a rien perdu de ses mauvaises habitudes en piste.
- Hawkins achète à un artisan un petit fétiche à l'effigie de Tintin et Milou.

## Personnages réels présents
- Hubert Auriol
- Jacky Ickx et sa fille Vanina
- Nani Roma
- Fabrizio Meoni
- Jean-Luc Dehaene
- Gérard Holtz
- Gianni Lora Lamia
- Pascal Sanchez
- Richard Sainct
- Jean-Louis Schlesser
- Stéphane Peterhansel
- Luc Alphand
- Jean-Pierre Fontenay